# Pantoporia sannians
Pantoporia sannians är en fjärilsart som beskrevs av Hans Fruhstorfer 1908. Pantoporia sannians ingår i släktet Pantoporia och familjen praktfjärilar. Inga underarter finns listade i Catalogue of Life.